# Charneuská

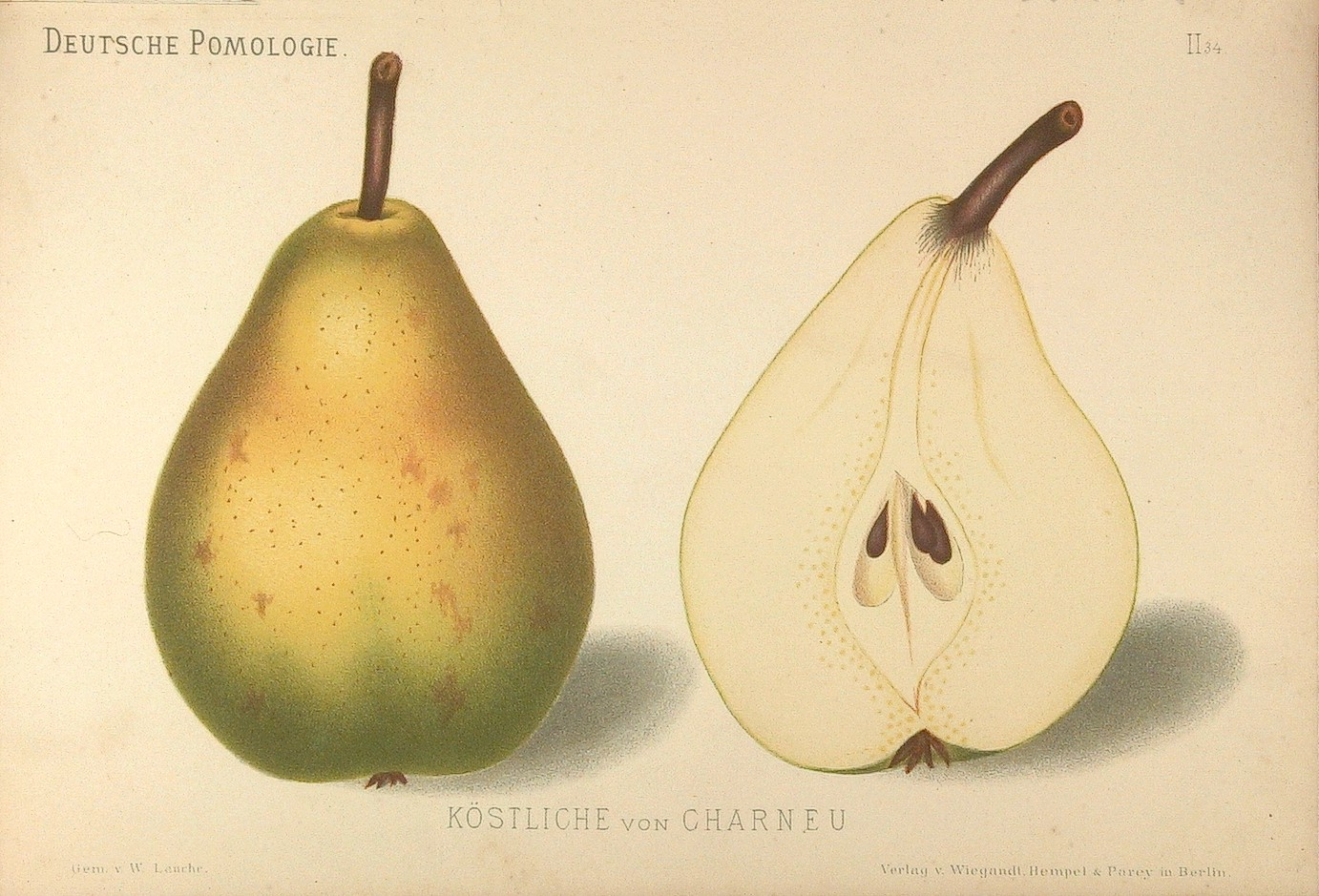
Pomologická ilustrace

Charneuská (Pyrus communis 'Charneuská') nebo také 'Fíkovka' je ovocný strom, kultivar druhu hrušeň obecná z čeledi růžovitých. Plody jsou řazeny mezi odrůdy podzimních hrušek, sklízí se v září, dozrává na počátku října, skladovatelné jsou do října. K pravidelné plodnosti je nezbytná probírka plůdků.

## Historie

### Původ
Na počátku 19. století ji nalezl pan Martin-Joseph Legipont v Charneux (místní část města Herbe) v Belgii Do Listiny povolených odrůd byla zařazena v roce 1954.

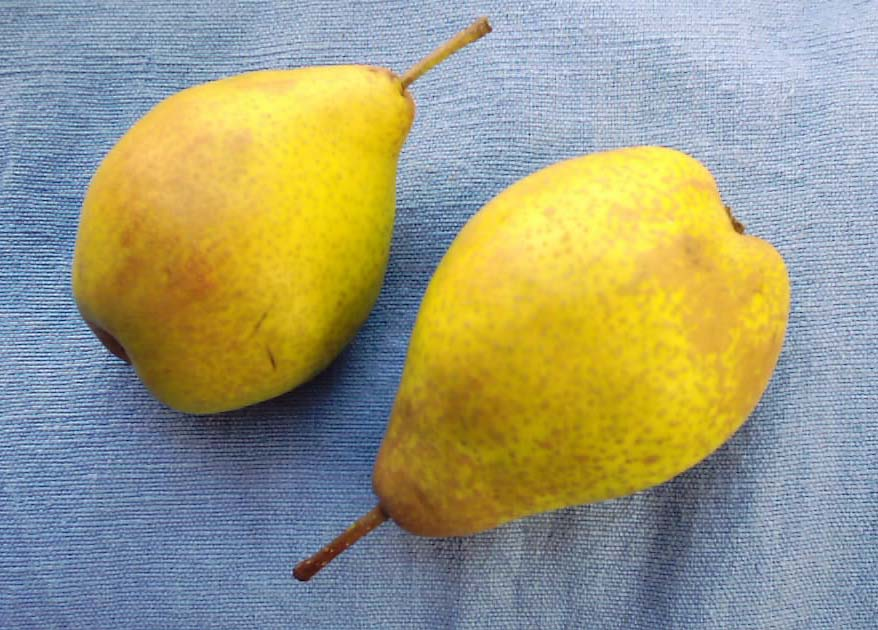

## Vlastnosti
Odrůda je cizosprašná. Je dobrým opylovačem. Vhodnými opylovači jsou odrůdy Konference, Boscova lahvice, Clappova, Williamsova, Červencová.

### Růst
Růst odrůdy je bujný později střední. Habitus koruny je úzce pyramidální, téměř pyramidální. Koruna je řídká.

## Plodnost
Plodí středně raně, bohatě a s pravidelnou probírkou plůdků i pravidelně. Při vysokých sklizních je plodnost střídavá.

## Plod
Plod je lahvicovitý, střední. Slupka hladká, žlutozelená, s růžovým líčkem. Dužnina je nažloutlá jemná, se sladce navinulou chutí, aromatická.

## Choroby a škůdci
Odrůda je považována za dostatečně odolnou proti strupovitosti. Ve dřevě může namrzat. Stejně jako ostatní odrůdy není odolná proti spále.

## Použití
Dobře snese přepravu při sklizni, ve zralosti špatně. Není vhodná ke skladování je vhodná k přímému konzumu. Odrůdu lze použít do středních a teplých poloh, má střední nároky. Podle jiných zdrojů vyžaduje dostatečně vlhké a živné půdy a teplé chráněné polohy.